# François Élard
François Élard, en breton Fañch Elard, est un prêtre breton, du diocèse de Quimper et de Léon, né le 9 avril 1910 à Cléder et mort le 20 aout 1988  à Brest.

## Biographie
Après ses études au collège du Kreisker à Saint-Pol-de-Léon, puis au Grand séminaire de Quimper, il est d’abord nommé instituteur à l’école Saint-Joseph de Plouescat en 1934, puis ordonné prêtre le 22 juillet 1935. Il est nommé directeur de l’école en 1939, avant d’être nommé vicaire de la paroisse de Plabennec en 1947.
Recteur de Kernével en 1951, il devient recteur de la paroisse Saint-Marc de Brest en 1955, puis est promu chanoine honoraire et curé-doyen de Saint-Marc en 1960. En 1966, il devient supérieur de la maison de retraite de Keraudren, l’une des maisons de retraite pour vieux prêtres du diocèse de Quimper et Léon.
Il est nommé recteur de Rumengol en 1972, puis aumônier du Carmel de Brest en 1978, avant de se retirer en 1985 à la maison de retraite de Keraudren.

## Travaux
Membre de la « Kenvreuriez ar Brezoneg » du diocèse de Quimper et de Léon, François Élard fut, après le décès du chanoine Pierre-Jean Nédélec, l’un des proches collaborateurs de Mgr Visant Favé, évêque auxiliaire de Quimper, pour la traduction et la publication du Missel en breton.
Il fut également l’un des traducteurs des Quatre Évangiles en breton, publiés par la « Kenvreuriez ar Brezoneg » aux éditions « Ar Skol dre Lizer » en 1982, puis le traducteur des Lettres de saint Paul et de l'Apocalypse selon Saint Jean dans la traduction éditée en 1988 par la « Kenvreuriez ar Brezoneg ».